# Мягостров
Мяго́стров — необитаемый остров в Онежском заливе Белого моря. Административно относится к Беломорскому району Карелии. Входит в государственный комплексный морской заказник Сорокский, созданный 6 февраля 1996 года.

## Расположение
Остров расположен в южной части Онежской губы и лежит напротив Поморского берега Карелии в районе устья реки Колежмы. От материковой Карелии Мягостров отделён проливом Мягостровская Солма шириной около 3,5 км, в котором также находятся острова Маникостров, Щелье, Березовец и ряд менее крупных островов. Эти острова от большой земли, в свою очередь, отделены проливом Железные Ворота.
К северо-западу лежит небольшой архипелаг Шагланцы, а также острова Бережной Сосновец, Голый и Роганка. Все эти острова окружены обширными песчано-каменистыми отмелями. К востоку лежат острова Голомянный, Длинный и Бережной. Почти вплотную к юго-восточному берегу примыкает остров Оленница. 

## Описание
Площадь острова — 32 км2. Вместе с Шуйостровом Мягостров является крупнейшим островом Онежского залива. Он имеет продолговатую форму длиной около 10 километров и шириной до 4,5 километров. Самая северная точка острова — мыс Белужий с высокими скальными уступами.
На острове имеются три невысокие сопки: Змеиная (высотой 88 м), Крутая (84 м) и Соколья (78 м). Территория покрыта смешанным елово-сосновым лесом и, в значительной мере, участками болот с вкраплениями небольших озёр. На северо-западном берегу острова — несколько необитаемых избушек. Населённых пунктов на Мягострове нет.
Береговая линия умеренно изрезана. Со всех сторон Мягостров окружён участками песчано-каменистых отмелей.
В 1920-х годах на острове располагалась лагерная командировка СЛОНа, состоявшая по преимуществу из уголовников, которые добывали в этих местах лес и рыбу.